# Pizzo dell'Uomo
Il Pizzo dell'Uomo (2.662 m s.l.m.) è una montagna del Massiccio del San Gottardo che si trova nel Canton Ticino.

## Caratteristiche
La montagna si trova a sud del Lago di Santa Maria, a nord del Pizzo del Sole e non lontano dal Passo del Lucomagno. Sotto la montagna passa la Galleria di base del San Gottardo.

## Ascensione alla vetta
Si può salire sulla vetta partendo dal passo del Lucomagno. In primavera la salita alla vetta è una classica scialpinistica.